# Diócesis de Quibdó
La diócesis de Quibdó (en latín: Dioecesis Quibduana) es una circunscripción eclesiástica de la Iglesia católica en Colombia. Se trata de una diócesis latina, sufragánea de la arquidiócesis de Santa Fe de Antioquia. Desde el 5 de julio de 2024 su obispo es Wiston Mosquera Moreno.

## Territorio y organización
La diócesis tiene 15 679 km² y extiende su jurisdicción sobre los fieles católicos de rito latino residentes en 10 municipios de:
- el departamento del Chocó: Atrato, Bagadó, Bojayá, Carmen de Atrato, Lloró, Medio Atrato, Quibdó y Río Quito;
- el departamento de Antioquia: Murindó y Vigía del Fuerte.

Su territorio limita al norte con la diócesis de Apartadó, al noreste con la arquidiócesis de Santa Fe de Antioquia, al sureste con la diócesis de Jericó, y al sur y oeste con la diócesis de Istmina-Tadó. La población de la diócesis es en su mayoría, afrodescendiente (80%), mestiza (14%) e indígena (6%).
La sede de la diócesis se encuentra en la ciudad de Quibdó, en donde se halla la Catedral de San Francisco de Asís.
En 2022 en la diócesis existían 23 parroquias.

## Historia

### Antecedentes
En el territorio de lo que hoy es el departamento de Chocó desembarcaron los fundadores de Santa María la Antigua, primera diócesis en Tierra Firme, fundada por los españoles, la misma debió ser abandonada por diversos motivos, entre ellos la condición climática y las luchas constantes con los indígenas; este territorio, sin embargo, fue cristianizado por jesuitas, carmelitas, dominicos y capuchinos en siglos posteriores. Así, en abril de 1908 se creó la prefectura apostólica del Chocó, que cubría todo el departamento, la administración de dicha prefectura fue entregada a los claretianos. El primer prefecto apostólico, Juan Gil, llegó en 1909

### Vicariato apostólico
El vicariato apostólico de Quibdó fue erigido el 14 de noviembre de 1952 mediante la bula Cum usu cotidiano del papa Pío XII, derivando el territorio de la diócesis de Antioquia (hoy arquidiócesis de Santa Fe de Antioquia) y de la prefectura apostólica del Chocó, que fue suprimida.
El 8 de abril de 1954 mediante el decreto Apostolica sedes amplió su territorio con el municipio de Carmen de Atrato que pertenecía a la diócesis de Jericó.
El 18 de junio de 1988 cedió una porción de su territorio para la erección de la diócesis de Apartadó mediante la bula Quo aptius del papa Juan Pablo II.

### Diócesis
El 30 de abril de 1990 el vicariato apostólico fue elevado al rango de diócesis mediante la bula Plus triginta septem del papa Juan Pablo II. El vicario apostólico Castaño Rubio renunció en 2001, y fue trasladado a la arquidiócesis de Medellín como obispo auxiliar. En enero de 2001, Alonso Llano Ruiz, hasta entonces obispo de Istmina-Tadó, fue nombrado administrador diocesano.
El 25 de julio de 2001, la Santa Sede nombró a Fidel León Cadavid Marín como obispo y gobernó la diócesis hasta el 2 de febrero de 2011 cuando fue nombrado obispo de Sonsón-Rionegro.
El 22 de noviembre de 2003 mediante el decreto Quo aptius amplió aún más su territorio con los municipios de Murindó y Vigía del Fuerte pertenecientes a la arquidiócesis de Santa Fe de Antioquia.
Cadavid Marín fue sucedido en 2013 por Juan Carlos Barreto Barreto, que gobernó la diócesis hasta el 25 de abril de 2022, cuando fue nombrado obispo de Soacha.
El 5 de julio de 2024 el papa Francisco nombró a Winston Mosquera Moreno como obispo de Quibdó, convirtiéndolo en el primer afrocolombiano en alcanzar el episcopado.

## Estadísticas
Según el Anuario Pontificio 2023 la diócesis tenía a fines de 2022 un total de 229 500 fieles bautizados.
| Año                                                                             | Población            | Población | Población      | Sacerdotes | Sacerdotes    | Sacerdotes    | Bautizados por sacerdote | Diáconos permanentes | Religiosos | Religiosos | Parroquias |
| Año                                                                             | Bautizados católicos | Total     | % de católicos | Total      | Clero secular | Clero regular | Bautizados por sacerdote | Diáconos permanentes | Varones    | Mujeres    | Parroquias |
| ------------------------------------------------------------------------------- | -------------------- | --------- | -------------- | ---------- | ------------- | ------------- | ------------------------ | -------------------- | ---------- | ---------- | ---------- |
| 1966                                                                            | 80 000               | 81 000    | 98.8           | 24         | 3             | 21            | 3333                     |                      | 23         | 61         | 10         |
| 1970                                                                            | ?                    | 95 000    | ?              | 48         | 26            | 22            | ?                        |                      | 24         | 60         |            |
| 1976                                                                            | 114 000              | 115 000   | 99.1           | 24         | 2             | 22            | 4750                     |                      | 25         | 55         | 13         |
| 1980                                                                            | 143 000              | 145 000   | 98.6           | 25         | 7             | 18            | 5720                     |                      | 19         | 55         | 15         |
| 1987                                                                            | 83 180               | 98 565    | 84.4           | 29         | 20            | 9             | 2868                     |                      | 9          | 49         | 11         |
| 1999                                                                            | 238 000              | 250 000   | 95.2           | 40         | 30            | 10            | 5950                     |                      | 12         | 43         | 28         |
| 2000                                                                            | 235 000              | 244 000   | 96.3           | 41         | 27            | 14            | 5731                     |                      | 16         | 41         | 28         |
| 2001                                                                            | 254 000              | 264 000   | 96.2           | 34         | 26            | 8             | 7470                     |                      | 10         | 32         | 28         |
| 2002                                                                            | 260 000              | 270 000   | 96.3           | 39         | 30            | 9             | 6666                     |                      | 10         | 33         | 18         |
| 2003                                                                            | 269 000              | 279 000   | 96.4           | 40         | 27            | 13            | 6725                     |                      | 16         | 35         | 19         |
| 2004                                                                            | 215 470              | 227 000   | 94.9           | 42         | 30            | 12            | 5130                     |                      | 12         | 40         | 19         |
| 2010                                                                            | 185 220              | 197 390   | 93.8           | 49         | 38            | 11            | 3780                     |                      | 14         | 49         | 22         |
| 2014                                                                            | 188 500              | 200 908   | 93.8           | 51         | 41            | 10            | 3696                     |                      | 13         | 41         | 22         |
| 2017                                                                            | 195 835              | 209 245   | 93.6           | 45         | 37            | 8             | 4351                     |                      | 9          | 32         | 22         |
| 2020                                                                            | 222 420              | 273 470   | 81.3           | 43         | 38            | 5             | 5172                     |                      | 10         | 26         | 23         |
| 2022                                                                            | 229 500              | 282 000   | 81.4           | 47         | 42            | 5             | 4882                     |                      | 10         | 26         | 23         |
| Fuente: Catholic-Hierarchy, que a su vez toma los datos del Anuario Pontificio. |                      |           |                |            |               |               |                          |                      |            |            |            |

## Episcopologio

### Vicarios apostólicos de Quibdó
- Pedro Grau y Arola, C.M.F. † (24 de marzo de 1953-6 de junio de 1983 retirado)
- Jorge Iván Castaño Rubio † , C.M.F. (6 de junio de 1983-30 de abril de 1990 nombrado obispo diocesano)

### Obispos de Quibdó
- Jorge Iván Castaño Rubio † , C.M.F. (30 de abril de 1990-16 de febrero de 2001 nombrado obispo auxiliar de Medellín)
- Fidel León Cadavid Marin (25 de julio de 2001-2 de febrero de 2011 nombrado obispo de Sonsón-Rionegro)
- Juan Carlos Barreto Barreto (30 de enero de 2013-25 de abril de 2022 nombrado obispo de Soacha)
  - Sede vacante (2022-2024)[nota 1]
- Wiston Mosquera Moreno, desde el 5 de julio de 2024